# Giaur
Giaur je malá plachetnice klasického uspořádání plachet, původně polského původu. 
Loď je velmi oblíbená a používaná ve Středozemním moři pro skupiny max. 6 osob. Vnitřní uspořádání je dvě kajuty a salón. Kormidlo je ovládáno kormidelní pákou (pínou). Loď má vestavěný pomocný dieselový motor. Je snadno ovladatelná a vhodná zejména pro rodinnou příbřežní plavbu.

## Rozměry
- Délka 9.0 m
- Šířka 3.1 m
- Ponor 1.6 m
- Výtlak 3.8 t
- Celková plocha plachet 40 m².